# Kamieńsko (Barczewo)
Kamieńsko (deutsch Kaminskiruh) ist ein untergegangener Ort in der polnischen Woiwodschaft Ermland-Masuren. Seine Ortsstelle gehört zum Gebiet der Gmina Barczewo (Stadt-und-Land-Gemeinde Wartenburg in Ostpreußen) im Powiat Olsztyński (Kreis Allenstein).

## Geographische Lage
Die Ortsstelle von Kamieńsko liegt nördlich des Kirmeß-Sees (polnisch Jezioro Kiermas) im Westen der Woiwodschaft Ermland-Masuren, 16 Kilometer östlich der Kreis- und Woiwodschaftshauptstadt Olsztyn (deutsch Allenstein).

## Geschichte
Das Gründungsjahr des seinerzeit aus einem mittleren Hof bestehenden Orts Kaminskiruh ist das Jahr 1855. Am 9. August 1855 wurde hochamtlich dokumentiert: „Dem in der Feldmark der Stadt Wartenburg vom Kaufmann Kaminski daselbst neu errichteten Etablissement ist von der Königl. Regierung der Name „Kaminski's Ruh“ beigelegt worden, ohne daß in den bisherigen Communal-, polizeilichen und sonstigen Verhältnissen etwas geändert wird“. Bis 1945 war der Ort ein Wohnplatz innerhalb der Stadt Wartenburg i. Ostpr. (polnisch Barczewo). Kaminskiruh zählte im Jahre 1905 zwei Wohnstätten bei insgesamt 18 Einwohnern.
Als 1945 das gesamte südliche Ostpreußen in Kriegsfolge von Polen verwaltet wurde, erhielt Kaminskiruh die polnische Namensform „Kamieńsko“. Doch wurde dieser Name in der Folgezeit kaum noch erwähnt und der Ort auch nicht mehr besiedelt, so dass er heute als untergegangen gilt. Seine Ortsstelle ist jetzt in die Ortschaft Rejczuchy (Karolinenhof) innerhalb der Gmina Barczewo (Stadt- und Landgemeinde Wartenburg i. Ostpr.) im Powiat Olsztyński (Kreis Allenstein) integriert, aber nicht mehr erkennbar.

## Kirche
Bis 1945 war Kaminskiruh als Wohnplatz der Stadt Wartenburg in die evangelische Kirche Wartenburg (Ostpreußen) in der Kirchenprovinz Ostpreußen der Kirche der Altpreußischen Union, außerdem in die römisch-katholische St.-Anna-Kirche Wartenburgs eingepfarrt.

## Verkehr
Die Ortsstelle Kamieńskos ist über eine Landwegverbindung zu erreichen, die von Barczewo nach Rejczuchy führt.